# Јеромонах Мардарије
Јеромонах Мардарије био је јеромонах Српске православне цркве и један од најзначајнијих раносрпских штампара.
Био је први београдски штампар и последњи велики штампар Србуља. Први пут штампао је књиге у Београдској штампарији 1552. године. Када је њен власник одустао од штампарије, Мардарије је преселио штампарију у манастир Мркшина црква у Косјерићу где је основао штампарију Мркшина црква.

## Рад
Мардарије је радио као уредник и штампар у Београдској штампарији, прво код кнеза Радише Дмитровића, а касније Тројана Гундулића. Према неким изворима, јеромонах Мардарије је био тај који је прво Дмитровића, а потом и Гундулића инспирисао да улажу у штампарску делатност и организовао све активности приликом постављања штампарије у Београду. Године 1552. штампао је Београдско Четворојеванђеље. Мардарије је аутор поговора објављеног на крају Јеванђеља у коме је сажето описао како је књига настала, оснивање Београдске штампарије и њене кључне људе. Мардарије је приредио ову књигу под великим утицајем књига издатих у штампарији Црнојевића.
Када је Тројан Гундулић одустао од штампања књига, Мардарије је преселио штампарију из Београда у манастир Мркшина црква у Косјерићу и у њој основао штампарију Мркшина црква. У штампарији Мркшина црква штампане су две књиге: Јеванђеље, штампано 1562. године и Цветни триодон (Триод Цветни) 1566. године. Цветни триодон је препознатљив по томе што је Мардарије у овој књизи радије користио фигуралне мотиве уместо ортнамената.

## Погрешна идентификација са игуманом Мардаријем
У многим ранијим изворима јеромонах Мардарије се погрешно поистовећивао са игуманом Мардаријем који је такође био штампар, али у Милешевској штампарији. С обзиром да се Мардарије из штампарије Мркшина црква никада у својим књигама није помињао као игуман, дошло се до закључка да су јеромонах Мардарије и игуман Мардарије две различите личности.